# Удуей
Удуей (на английски: Woodway) е град в окръг Снохоумиш, щата Вашингтон, САЩ. Удуей е с население от 936 жители (2000) и обща площ от 10,1 km². Намира се на 62 m надморска височина. ЗИП кодът му е 98020, а телефонният му код е 425, 206.